# Университет Уотерлу
Университе́т Уо́терлу или Университет Ватерлоо (англ. University of Waterloo) — государственный университет, расположенный в г. Уотерлу, Онтарио, Канада.

## История
Университет открыт в 1957 году. Входит в Ассоциацию Университетов и Колледжей Канады и Ассоциацию Университетов ЕС. Университет предлагает учебные программы в области искусства, инженерного дела, экологии, здравоохранения, независимых наук и математики. Он получил мировое признание (по версии QS World University Rankings, университет занимает 160-е место в мире, по данным Times Higher Education World University Rankings, он делит 201—225 место) за свой инновационный подход к организации образовательного процесса, наглядным примером чего служит объединение учебного процесса с работой в области изучаемых предметов. Большое внимание уделяется проведению научных исследований и тесному сотрудничеству со сферой бизнеса и промышленными предприятиями, чему способствует либеральная университетская политика в области интеллектуальной собственности, создаваемой в его стенах.
В университете существует ряд международных программ, что дает возможность гражданам других стран учиться там.
Задачей университета является предоставление высококачественного образования, выходящего за границы Онтарио и Канады и включающего международный бизнес и исследования.
По данным ежегодного рейтинга журнала Maclean’s, расположенные в Уотерлу Университет Уилфрида Лорье и Университет Уотерлу признаны лучшими региональными учебными заведениями среди университетов аналогичного размера, а репутация Университета Уотерлу признана лучшей среди всех канадских ВУЗов в общем зачете. Руководители обоих университетов заявили о том, что они чрезвычайно довольны результатами рейтинга с учетом того, что высшие учебные заведения других провинций получают более высокое финансирование по сравнению с провинцией Онтарио.
Герб используется университетом с 1961 года. Герб был официально зарегистрирован лордом Лионским королем гербов в 1987 году и Канадским геральдическим управлением в 2001 году.
Дэвид Джонстон, служивший президентом университета с 1999 по 2010 год, был назначен генерал-губернатором Канады в 2010 году.
В 2018 году Нобелевская премия по физике была присуждена профессору университета Донне Стрикленд.

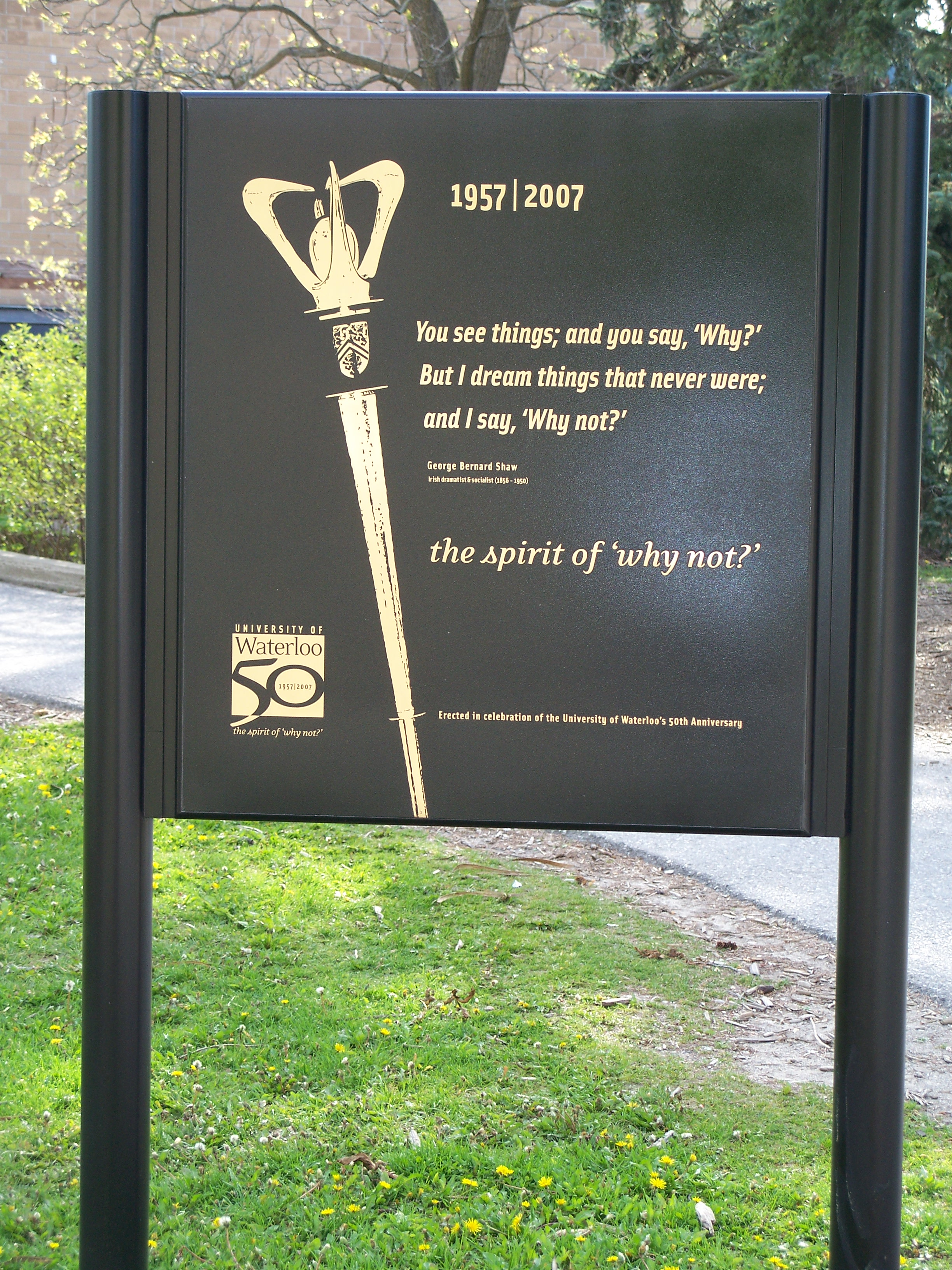
Юбилейная доска посвященная 50-летию университета (16 мая 2010 года).